# Phil Brown (lekkoatleta)
Philip Andrew „Phil” Brown  (ur. 6 stycznia 1962 w Birmingham) – brytyjski lekkoatleta specjalizujący się w długich biegach sprinterskich, dwukrotny uczestnik letnich igrzysk olimpijskich (Los Angeles 1984, Seul 1988), srebrny medalista olimpijski z Los Angeles w biegu sztafetowym 4 × 400 metrów.

## Sukcesy sportowe
- brązowy medalista mistrzostw Wielkiej Brytanii w biegu na 200 metrów – 1980
- trzykrotny mistrz Wielkiej Brytanii w biegu na 400 metrów – 1982, 1985, 1986
- srebrny medalista mistrzostw Wielkiej Brytanii w biegu na 400 metrów – 1989[1]

| Rok  | Miasto      | Zawody                      | Konkurencja                      | Wynik                     |
| ---- | ----------- | --------------------------- | -------------------------------- | ------------------------- |
| 1979 | Bydgoszcz   | mistrzostwa Europy juniorów | sztafeta 4 × 400 m               | srebrny medal             |
| 1982 | Ateny       | mistrzostwa Europy          | sztafeta 4 × 400 m bieg na 400 m | srebrny medal 4. miejsce  |
| 1982 | Brisbane    | igrzyska Wspólnoty Narodów  | sztafeta 4 × 400 m bieg na 400 m | złoty medal 6. miejsce    |
| 1983 | Helsinki    | mistrzostwa świata          | sztafeta 4 × 400 m               | brązowy medal             |
| 1984 | Los Angeles | igrzyska olimpijskie        | sztafeta 4 × 400 m               | srebrny medal             |
| 1986 | Edynburg    | igrzyska Wspólnoty Narodów  | sztafeta 4 × 400 m bieg na 400 m | złoty medal brązowy medal |
| 1987 | Rzym        | mistrzostwa świata          | sztafeta 4 × 400 m               | srebrny medal             |
| 1988 | Seul        | igrzyska olimpijskie        | sztafeta 4 × 400 m               | 5. miejsce                |

## Rekordy życiowe
- bieg na 200 metrów – 20,88 – Cwmbran 28/05/1984
- bieg na 300 metrów – 32,79 – Londyn 18/08/1984
- bieg na 400 metrów – 45,26 – Antrim 26/05/1985
- bieg na 400 metrów (hala) – 47,60 – Paryż 18/01/1985